# لي ستيفنز
لي ستيفنز (بالإنجليزية: Lee Stevens)‏ هو لاعب كرة قاعدة أمريكي، ولد في 10 يوليو 1967 في كانساس سيتي في الولايات المتحدة.

## وصلات خارجية
- لي ستيفنز على موقع الدوري الياباني لكرة القاعدة (الإنجليزية)
- لي ستيفنز على موقعبيزبول رفرنس.كوم (الدوري الرئيسي) (الإنجليزية)
- لي ستيفنز على موقعبيزبول رفرنس.كوم (الدوري الثانوي) (الإنجليزية)
- لي ستيفنز على موقع إي إس بي إن.كوم (أم.أل.بي) (الإنجليزية)
- لي ستيفنز على موقع مشجعي الرسوم البيانية (الإنجليزية)